# Michael Gudu
Michael Gudu (n. 13 decembrie 1975, Tulcea, Tulcea, România) este un fost deputat român, ales în 2020 din partea PNL. 